# 修私摩
修私摩（Sushim，意译为善结，?—?，活动时间公元前3世纪）古印度摩揭陀国的王子。
关于修私摩，只有佛教典籍对他有详细记载，并且不能独立证明其真实性。按《阿育王经》，修私摩是孔雀王朝第二位国王宾头娑罗的长子，阿育王的异母兄。宾头娑罗晚年时怛叉始罗地区发生叛乱，修私摩受命前往镇压。修私摩在外作战时，宾头娑罗病危，临死前要阿育将修私摩召回继承王位；但阿育却在一些大臣支持下自己夺取了王位。修私摩返回后得知此事大怒，准备与阿育王构兵。阿育王的亲信大臣成护用诡计欺骗修私摩，并在都城东门外设置陷阱（火坑）。结果修私摩中计，进攻东门，落入陷阱中惨死。

## 资料来源
- 《阿育王经》，在线查阅：中华佛典宝库 阿育王经[永久]